# Novalena variabilis
Novalena variabilis là một loài nhện trong họ Agelenidae.
Loài này thuộc chi Novalena. Novalena variabilis được Frederick Octavius Pickard-Cambridge miêu tả năm 1902.